# Centipeda racemosa
Centipeda racemosa là một loài thực vật có hoa trong họ Cúc. Loài này được F.Muell. mô tả khoa học đầu tiên năm 1883.